# Saint-Lattier
Saint-Lattier è un comune francese di 1 285 abitanti situato nel dipartimento dell'Isère della regione dell'Alvernia-Rodano-Alpi.

## Società

### Evoluzione demografica
Abitanti censiti